# Pat Metheny

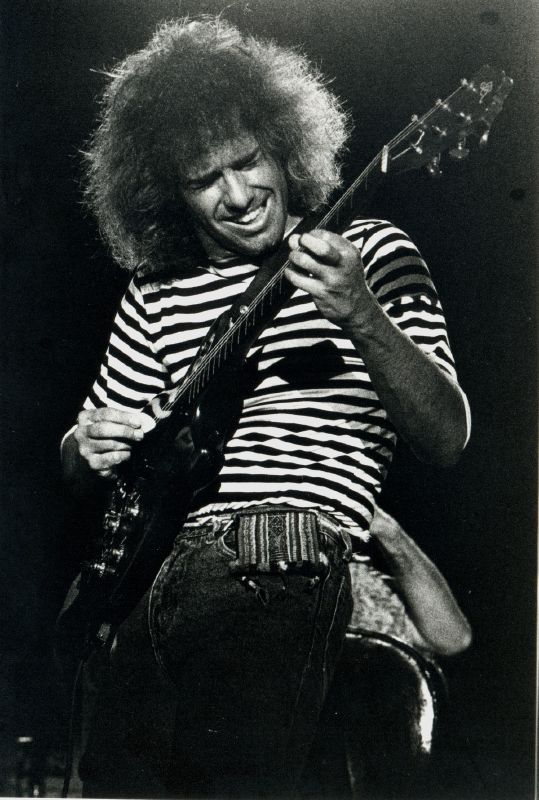
Pat Metheny, Barcelona 2008

Pat Metheny (* 12. August 1954 in Lee’s Summit, Missouri; als Patrick Bruce Metheny, məˈθiːni) ist ein US-amerikanischer Jazzgitarrist. Als Solokünstler, Leiter diverser eigener Formationen und Gastmusiker etablierte er sich seit Mitte der 1970er Jahre als einer der einflussreichsten und erfolgreichsten Jazzmusiker der Welt. Stilbildend wurde neben seinem eigenen Spiel auch seine Arbeit mit der Pat Metheny Group, mit der ihm ein eigenständiger Ensembleklang gelang.

## Leben und Wirken

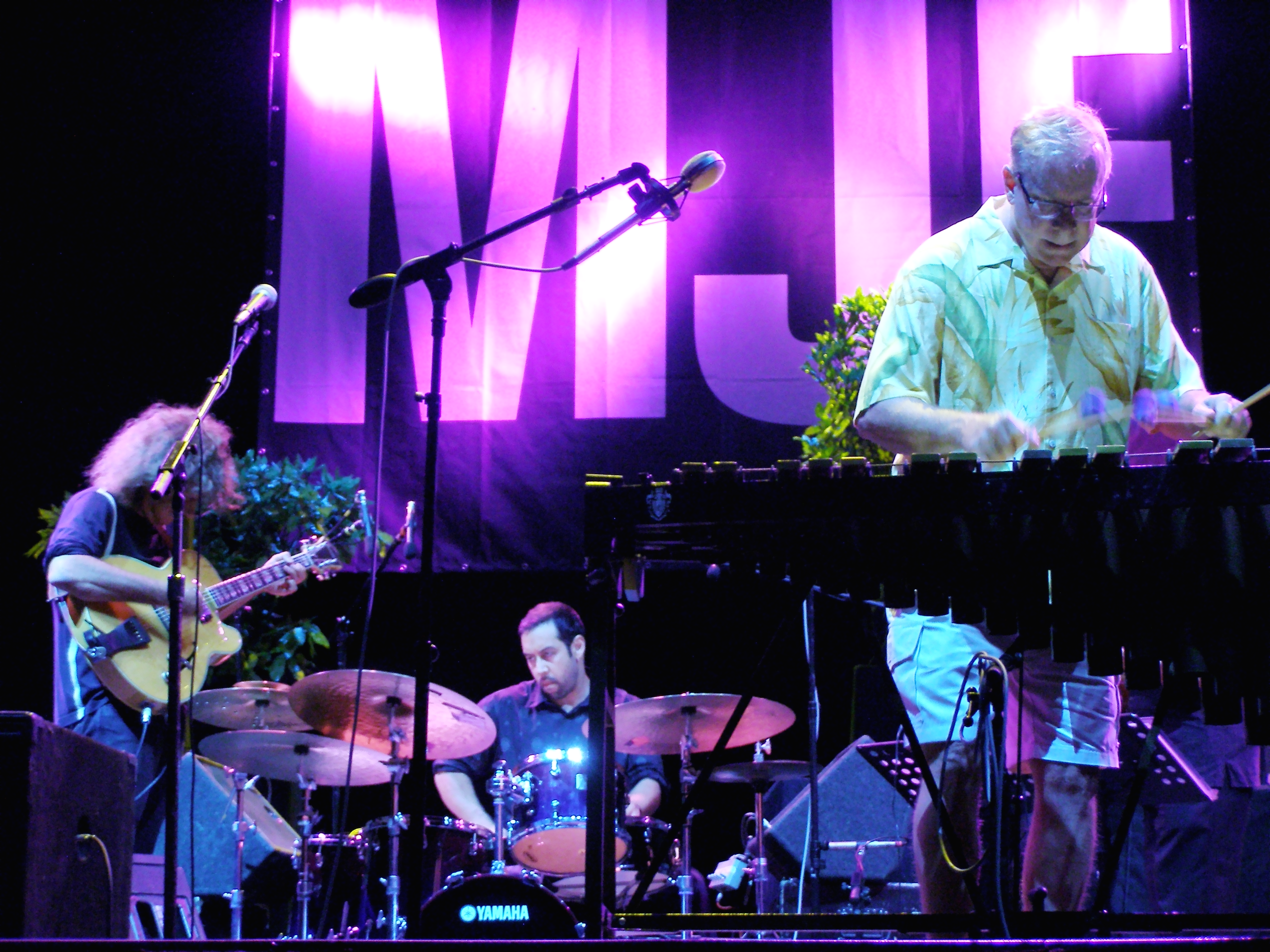
Pat Metheny, Antonio Sánchez und Gary Burton (v.l.n.r) beim Mailand Jazz Festival 2008

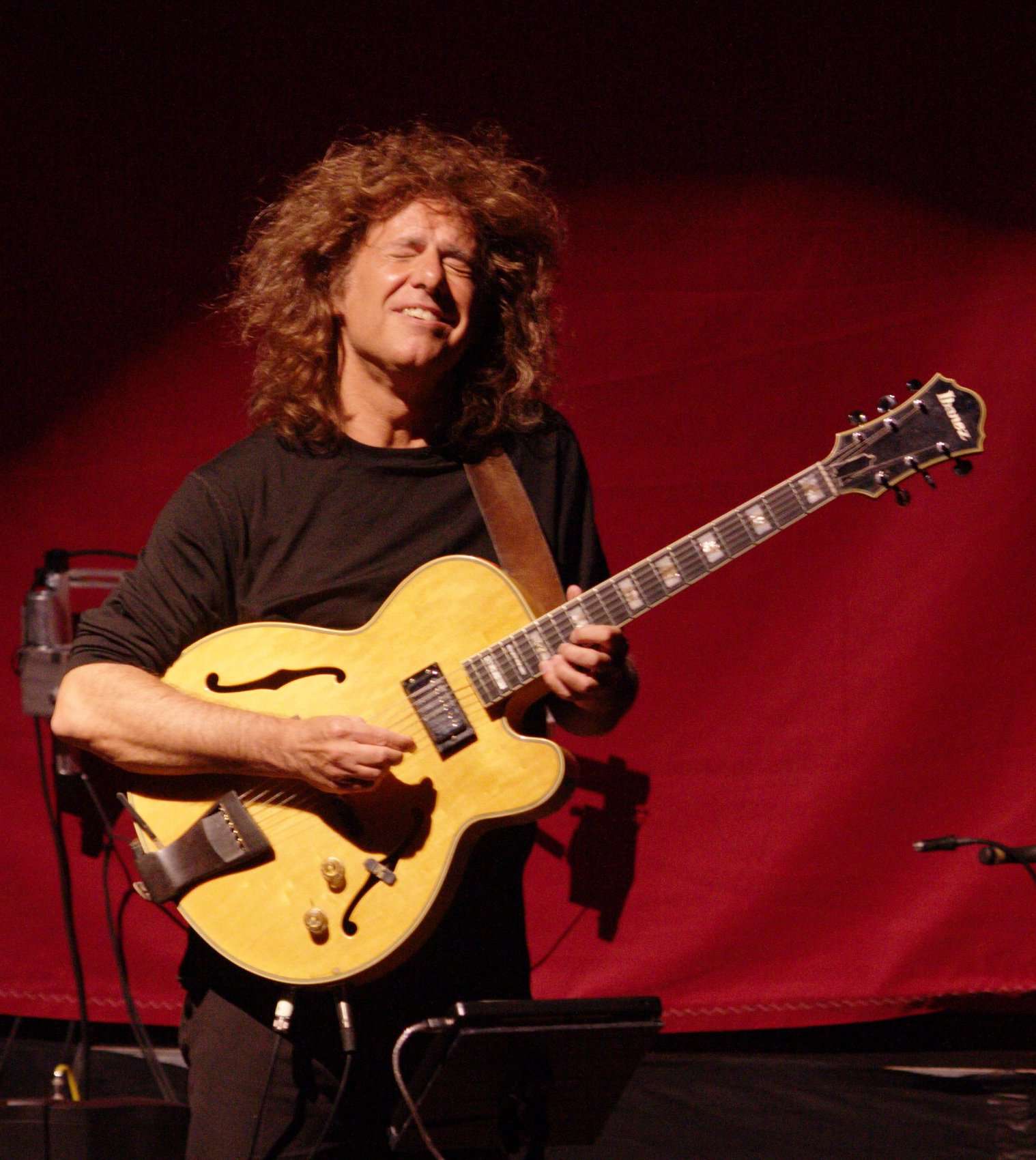
Pat Metheny (2010)

Metheny begann mit acht Jahren, Trompete zu spielen. Mit zwölf Jahren wechselte er unter dem Einfluss von Wes Montgomery zur Gitarre. Mit 14 Jahren gewann er einen vom Jazzmagazin Down Beat gesponserten Gitarristenwettbewerb und nahm daraufhin an einem Lehrgang mit Lehrern wie Marian McPartland teil. Im Alter von 15 Jahren spielte er mit den Jazzgrößen von Kansas City. Mit 18 wurde er Dozent für Gitarre an der University of Miami, ein Jahr später am Berklee College of Music in Boston.
Im Laufe seiner Karriere spielte Metheny mit den Jazzmusikern Gary Burton, Jaco Pastorius, Herbie Hancock, Michael Brecker, Jack DeJohnette, Dave Holland, Ornette Coleman, Charlie Haden, John Scofield, Eberhard Weber und vielen anderen, aber auch mit Joni Mitchell (1980 auf Shadows and Light) und Musikern aus dem Popbereich wie Bruce Hornsby sowie David Bowie (This Is Not America aus dem Film Der Falke und der Schneemann). Eine besondere Affinität hat Metheny zu brasilianischen Musikern, so ist er bei Aufnahmen von Celia Vaz, Leila Pinheiro, Tulio Mourao, Toninho Horta, Ricardo Silveira und Milton Nascimento vertreten. Darüber hinaus hat er die Karriere einiger Jazzmusikerinnen maßgeblich beeinflusst bzw. gefördert. So arbeitete er u. a. mit Silje Nergaard, Noa und Anna Maria Jopek zusammen.
Für seine Leistungen als Gitarrist, Komponist und Produzent wurde Pat Metheny vielfach ausgezeichnet. Unter anderem erhielt er 20 Grammys – zuletzt im Jahr 2013 für sein 2012 veröffentlichtes Album Unity Band. „Kaum ein anderer Gitarrist vermochte im Laufe der Jahrzehnte so viele Impulse zu setzen wie Pat Metheny, dessen Stil zunächst für soundbetonte Fusion stand, der sich aber leichtfüßig in die Bereiche von Bebop, Harmolodic, Free Jazz, Hardcore und selbst Ambient vorzuarbeiten vermochte.“

## Privatleben
Metheny ist mit der französisch-marokkanischen Fotografin Latifa Metheny verheiratet. Sie haben zwei Söhne und eine Tochter.
Sein fünf Jahre älterer Bruder Mike Metheny (* 1949) ist Flügelhornist und Musikjournalist.

## Stil
Pat Methenys Kompositionen und Improvisationen sind außerordentlich melodiös. Dennoch fällt es schwer, sie zu kategorisieren. Seine Aufnahmen und Projekte weisen eine große Stilvielfalt auf, angefangen von Filmmusiken und den dichten und weit durcharrangierten Aufnahmen der Pat Metheny Group, über klassische Trio-Jazz-Standard-Aufnahmen bis hin zu stark experimentellen Aufnahmen und Free Jazz (z. B. auf dem 1985er Album Song X zusammen mit Ornette Coleman und vor allem 2002 auf dem Album Sign of 4 mit Derek Bailey).
Metheny spielt auf seinen Aufnahmen und in Konzerten eine Reihe zum Teil ungewöhnlicher Gitarren, zum Beispiel seine 42-saitige Pikasso-Gitarre. Daneben setzt er seit dem Album Offramp der Pat Metheny Group von 1981 häufig auch Gitarrensynthesizer ein. Ihm zu Ehren brachte der Gitarrenhersteller Ibanez die Signature-Gitarren-Modellreihe PM heraus.

## Die Pat Metheny Group (1978–2005)

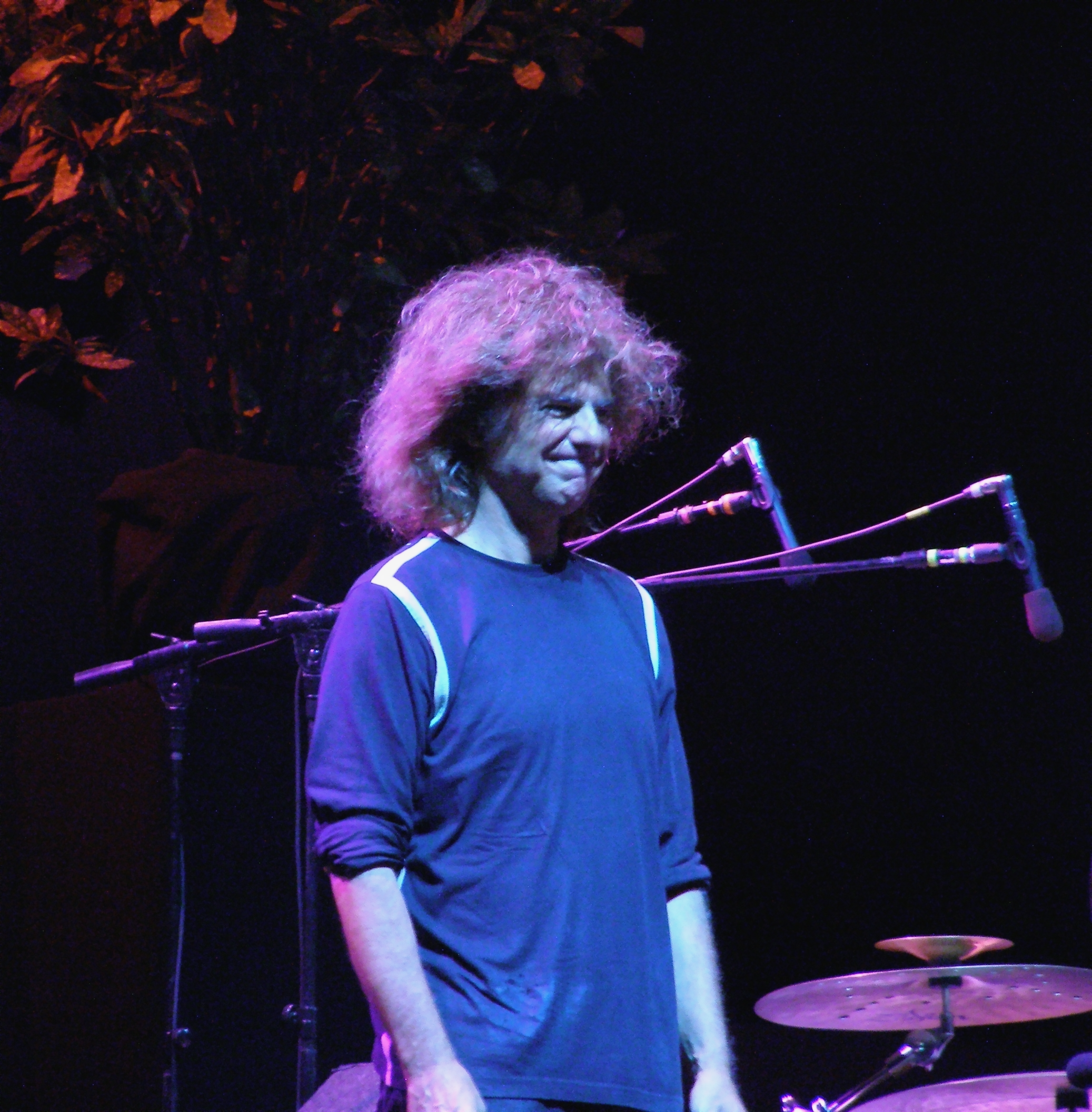
Mailand Jazz Festival (2008)

Von 1978 bis 2005 bestand die Pat Metheny Group, die Metheny zusammen mit Lyle Mays (1953–2020) am Keyboard gründete. Zur Originalbesetzung gehörten der Bassist Mark Egan und der Schlagzeuger Danny Gottlieb. Seit 1981 war Steve Rodby als Bassist und Co-Produzent neben Lyle Mays und Pat Metheny permanentes Mitglied der Band, die auf ihren Tourneen neben Pedro Aznar weitere Gastmusiker einsetzte.
Im Januar 2005 erschien das letzte Album der Pat Metheny Group The Way Up, eine 68 Minuten lange, vierteilige Suite von Metheny und Mays.
2010 gab die Pat Metheny Group mit Mays im Rahmen der Songbook Tour mehrere Konzerte in Europa. Weitere Aktivitäten wurden 2013 von Metheny – sieben Jahre vor Mays Tod – für möglich gehalten.

## Diskografie

### Studioalben
| Jahr | Titel                                    | Höchstplatzierung, Gesamtwochen, AuszeichnungChartplatzierungen (Jahr, Titel, Platzierungen, Wochen, Auszeichnungen, Anmerkungen) | Höchstplatzierung, Gesamtwochen, AuszeichnungChartplatzierungen (Jahr, Titel, Platzierungen, Wochen, Auszeichnungen, Anmerkungen) | Höchstplatzierung, Gesamtwochen, AuszeichnungChartplatzierungen (Jahr, Titel, Platzierungen, Wochen, Auszeichnungen, Anmerkungen) | Höchstplatzierung, Gesamtwochen, AuszeichnungChartplatzierungen (Jahr, Titel, Platzierungen, Wochen, Auszeichnungen, Anmerkungen) | Höchstplatzierung, Gesamtwochen, AuszeichnungChartplatzierungen (Jahr, Titel, Platzierungen, Wochen, Auszeichnungen, Anmerkungen) | Anmerkungen                                                                                             |
| Jahr | Titel                                    | DE | AT | CH | UK | US | Anmerkungen                                                                                             |
| ---- | ---------------------------------------- | --- | --- | --- | --- | --- | --- |
| 1978 | Pat Metheny Group                        | — | — | — | — | US123 (12 Wo.)US | als Pat Metheny Group                                                                                   |
| 1979 | New Chautauqua                           | — | — | — | — | US44 (22 Wo.)US | |
| 1979 | American Garage                          | — | — | — | — | US53 (24 Wo.)US | als Pat Metheny Group                                                                                   |
| 1980 | 80/81                                    | — | — | — | — | US89 (14 Wo.)US | Erstveröffentlichung: 1. September 1980 mit Charlie Haden, Jack DeJohnette, Dewey Redman, Mike Brecker  |
| 1981 | As Falls Wichita, so Falls Wichita Falls | — | — | — | — | US50 (21 Wo.)US | Erstveröffentlichung: Mai 1981 Pat Metheny & Lyle Mays                                                  |
| 1982 | Offramp                                  | — | — | — | — | US50 (28 Wo.)US | Erstveröffentlichung: 3. Mai 1982 als Pat Metheny Group Grammy                                          |
| 1983 | Travels                                  | — | — | — | — | US62 (17 Wo.)US | als Pat Metheny Group Grammy                                                                            |
| 1984 | Rejoicing                                | — | — | — | — | US116 (9 Wo.)US | Erstveröffentlichung: 1. April 1984 Gastmusiker: Charlie Haden und Billy Higgins                        |
| 1984 | First Circle                             | — | — | — | — | US91 (35 Wo.)US | Erstveröffentlichung: 1. Oktober 1984 als Pat Metheny Group Grammy                                      |
| 1985 | The Falcon and the Snowman               | DE44 (6 Wo.)DE | — | — | — | US54 (10 Wo.)US | Erstveröffentlichung: 22. Februar 1985 Soundtrack zu Der Falke und der Schneemann als Pat Metheny Group |
| 1987 | Still Life (Talking)                     | — | — | — | — | US86 Gold · (15 Wo.)US | Erstveröffentlichung: 7. Juli 1987 als Pat Metheny Group Grammy                                         |
| 1989 | Letter from Home                         | — | — | — | — | US66 Gold · (18 Wo.)US | Erstveröffentlichung: 19. Juni 1989 als Pat Metheny Group Grammy                                        |
| 1990 | Question and Answer                      | — | — | — | — | US154 (6 Wo.)US | Pat Metheny, Dave Holland & Roy Haynes                                                                  |
| 1992 | Secret Story                             | — | — | — | — | US110 Gold · (17 Wo.)US | Erstveröffentlichung: 8. Juli 1992 Grammy                                                               |
| 1993 | The Road to You                          | — | — | — | — | US170 (2 Wo.)US | Erstveröffentlichung: 20. Juli 1993 als Pat Metheny Group Grammy                                        |
| 1994 | I Can See Your House from Here           | DE86 (1 Wo.)DE | — | — | — | US181 (2 Wo.)US | Erstveröffentlichung: 5. April 1994 John Scofield & Pat Metheny                                         |
| 1995 | We Live Here                             | — | — | — | — | US83 (10 Wo.)US | als Pat Metheny Group Grammy                                                                            |
| 1996 | “Quartet”                                | — | — | — | — | US187 (1 Wo.)US | Erstveröffentlichung: 19. November 1996 als Pat Metheny Group                                           |
| 1997 | Imaginary Day                            | DE59 ×2Doppelplatin · (3 Wo.)DE                                                                                                   | — | — | — | US124 (4 Wo.)US | Erstveröffentlichung: 7. Oktober 1997 als Pat Metheny Group Grammy                                      |
| 2002 | Speaking of Now                          | DE24 Platin · (5 Wo.)DE | — | — | — | US101 (3 Wo.)US | Erstveröffentlichung: 12. Februar 2002 als Pat Metheny Group Grammy                                     |
| 2003 | One Quiet Night                          | DE74 Platin · (3 Wo.)DE | — | — | — | US167 (1 Wo.)US | Erstveröffentlichung: 13. Mai 2003 Grammy                                                               |
| 2005 | The Way Up                               | DE9 Platin · (4 Wo.)DE | — | — | — | US99 (2 Wo.)US | Erstveröffentlichung: 24. Januar 2005 als Pat Metheny Group Grammy                                      |
| 2006 | Metheny Mehldau                          | DE98 (1 Wo.)DE | — | — | — | — | Erstveröffentlichung: 8. September 2006 mit Brad Mehldau                                                |
| 2008 | Day Trip                                 | DE68 (2 Wo.)DE | — | — | — | — | Erstveröffentlichung: 29. Januar 2008 mit Christian McBride und Antonio Sánchez                         |
| 2010 | Orchestrion                              | DE64 (1 Wo.)DE | — | CH83 (1 Wo.)CH | — | US114 (1 Wo.)US | Erstveröffentlichung: 26. Januar 2010                                                                   |
| 2011 | What’s It All About                      | DE53 (2 Wo.)DE | — | CH80 (1 Wo.)CH | — | US125 (1 Wo.)US | Erstveröffentlichung: 14. Juni 2011 Grammy                                                              |
| 2012 | Unity Band                               | DE65 (2 Wo.)DE | AT75 (1 Wo.)AT | — | — | US146 (1 Wo.)US | Erstveröffentlichung: 12. Juni 2012 mit Chris Potter, Ben Williams und Antonio Sánchez Grammy           |
| 2014 | Kin                                      | DE64 (1 Wo.)DE | — | — | — | US50 (1 Wo.)US | Erstveröffentlichung: 3. Februar 2014 als Pat Metheny Unity Group                                       |
| 2020 | From This Place                          | DE11 (3 Wo.)DE | AT28 (1 Wo.)AT | CH12 (3 Wo.)CH | UK90 (1 Wo.)UK | US92 (1 Wo.)US | Erstveröffentlichung: 21. Februar 2020                                                                  |
| 2021 | Road to the Sun                          | DE10 (1 Wo.)DE | — | CH17 (2 Wo.)CH | — | — | Erstveröffentlichung: 5. März 2021                                                                      |
| 2021 | Side Eye NYC – V1.IV                     | DE24 (1 Wo.)DE | AT64 (1 Wo.)AT | CH24 (2 Wo.)CH | — | — | Erstveröffentlichung: 10. September 2021 mit James Francies und Marcus Gilmore                          |
| 2023 | Dream Box                                | DE21 (1 Wo.)DE | — | CH30 (1 Wo.)CH | — | — | Erstveröffentlichung: 16. Juni 2023                                                                     |
| 2024 | MoonDial                                 | DE54 (1 Wo.)DE | — | CH48 (1 Wo.)CH | — | — | Erstveröffentlichung: 26. Juli 2024                                                                     |

grau schraffiert: keine Chartdaten aus diesem Jahr verfügbar
Weitere Alben als Pat Metheny

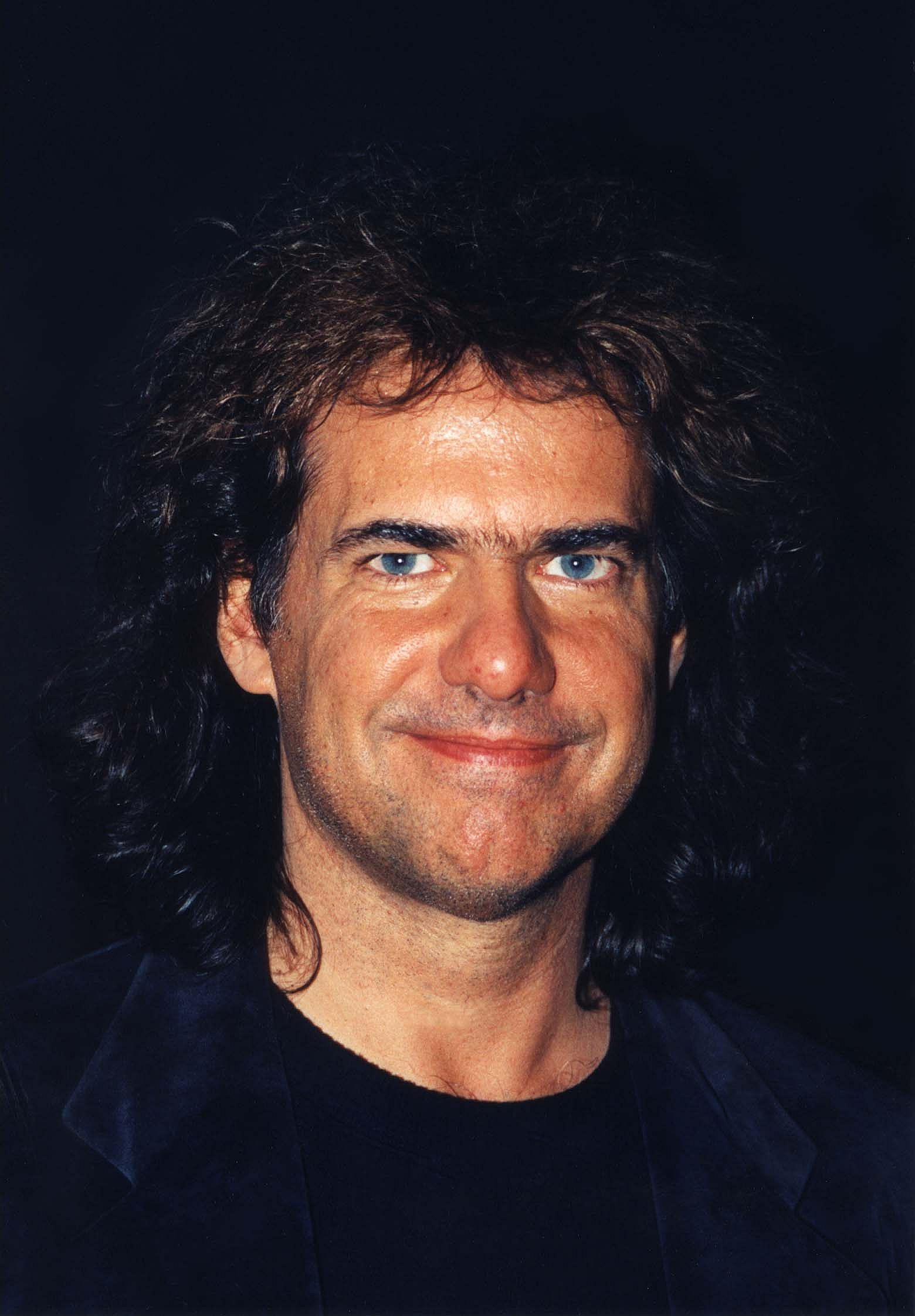
Pat Metheny (1998)

- 1976: Pastorius / Metheny / Ditmas / Bley (mit Jaco Pastorius, Bruce Ditmas und Paul Bley)
- 1976: Bright Size Life
- 1977: Watercolors
- 1986: Song X (mit Ornette Coleman)
- 1986: Interviews with Lyle Mays and Pat Metheny (Interview-LP, mit Lyle Mays)
- 1990: Question and Answer (mit Dave Holland und Roy Haynes)
- 1993: Live in Concert (mit DeJohnette, Hancock, Holland)
- 1993: Wish (Joshua Redman & Pat Metheny, DE: Gold)
- 1994: Zero Tolerance for Silence
- 1994: Dream Teams (mit Sonny Rollins with His Trio)
- 1995: Live in San Francisco (The Joshua Redman Quartet feat. Pat Metheny, Christian McBride und Billy Higgins)
- 1996: Passaggio per il paradiso
- 1997: The Sign of 4 (mit Derek Bailey, Gregg Bendian und Paul Wertico)
- 1997: Beyond the Missouri Sky (Short Stories) (mit Charlie Haden, DE: Gold)
- 1997: The Elements: Water (David Liebman mit Billy Hart, Cecil McBee und Pat Metheny)
- 1998: Like Minds (mit Burton, Corea, Haynes und Holland)
- 1999: A Map of the World (Soundtrack zum gleichnamigen Film), (DE: Gold)
- 1999: All the Things You Are (mit The Heath Brothers, Gary Burton, Ahmad Jamal und Trio Hum)
- 1999: Jim Hall & Pat Metheny (mit Jim Hall, DE: Gold)
- 2000: Trio 99→00 (DE: Gold)
- 2000: Trio → Live (2 CDs)
- 2000: A Sassy Samba
- 2000: Move to the Groove (mit The Heath Brothers, Ralph Towner und Charlie Haden)
- 2001: Parallel Universe
- 2001: Luminescence: Kool Jazz at Midem (1983) (mit The Heath Brothers, Dave Brubeck, Bill Smith und B. B. King Orchestra)
- 2002: Upojenie (mit Anna Maria Jopek)
- 2007: Quartet (Metheny & Mehldau)
- 2007: The Montreal Tapes (with Pat Metheny & Jack DeJohnette) (mit Charlie Haden und Jack DeJohnette)
- 2008: Tokyo Day Trip Live EP (mit Christian McBride und Antonio Sánchez)
- 2009: Quartet Live (mit Gary Burton, Steve Swallow und Antonio Sánchez)
- 2013: Tap: Book of Angels Volume 20 (mit John Zorn)
- 2013: The Orchestrion Project (2 CDs)
- 2020: From This Place (mit Gwilym Simcock, Linda May Han Oh, Antonio Sánchez, Luis Conte und der Hollywood Studio Symphony unter der Leitung von Joel McNeely sowie Meshell Ndegeocello, Gregoire Maret)[10]

Weitere Alben als Pat Metheny Group
- 1977: Live in Concert
- 1979: NDR Jazzworkshop ‘78/‘79 (mit Jan Garbarek Group, Petrowsky, Koch, Sommer, Woody Shaw, Mangelsdorff, Andersen und Favre)
- 1984: First Circle

### Kompilationen
als Pat Metheny
- 1984: Live in Concert (mit The Heath Brothers, The Dave Brubeck Quartet und B. B. King)
- 1984: Works
- 1988: Works II
- 2004: Selected Recordings

### Singles
| Jahr | Titel Album         | Höchstplatzierung, Gesamtwochen, AuszeichnungChartplatzierungen (Jahr, Titel, Album, Platzierungen, Wochen, Auszeichnungen, Anmerkungen) | Höchstplatzierung, Gesamtwochen, AuszeichnungChartplatzierungen (Jahr, Titel, Album, Platzierungen, Wochen, Auszeichnungen, Anmerkungen) | Höchstplatzierung, Gesamtwochen, AuszeichnungChartplatzierungen (Jahr, Titel, Album, Platzierungen, Wochen, Auszeichnungen, Anmerkungen) | Höchstplatzierung, Gesamtwochen, AuszeichnungChartplatzierungen (Jahr, Titel, Album, Platzierungen, Wochen, Auszeichnungen, Anmerkungen) | Höchstplatzierung, Gesamtwochen, AuszeichnungChartplatzierungen (Jahr, Titel, Album, Platzierungen, Wochen, Auszeichnungen, Anmerkungen) | Anmerkungen                           |
| Jahr | Titel Album         | DE | AT | CH | UK | US | Anmerkungen                           |
| ---- | ------------------- | --- | --- | --- | --- | --- | ------------------------------------- |
| 1985 | This Is Not America | DE5 (20 Wo.)DE | AT5 (14 Wo.)AT | CH6 (12 Wo.)CH | UK14 (7 Wo.)UK | US32 (12 Wo.)US | David Bowie and The Pat Metheny Group |

Weitere Singles als Pat Metheny
- 1979: New Chautauqua
- 1981: It’s for You (mit Lyle Mays)
- 1990: Question and Answer (mit Dave Holland und Roy Haynes)
- 1990: Change of Heart / Three Flights Up (mit Dave Holland und Roy Haynes)
- 1998: Across the Sky
- 1999: Homecoming
- 2002: As it Is (EP)

Weitere Singles als Pat Metheny Group
- 1980: Two Folksongs (Tune Koot & Bie)
- 1982: Are You Going with Me?
- 1984: Yolanda, You Learn
- 1984: The First Circle
- 1987: Last Train Home
- 1997: Follow Me
- 1998: Across the Sky (Goldie Remix) (Remix von Goldie)
- 2006: Slip Away
- 2013: Are You Going with Me? (GU Rework) (Remix von Glenn Underground)

## Auszeichnungen für Musikverkäufe
| Goldene Schallplatte - Polen - 1998: für das Album Imaginary Day - 2001: für das Album Beyond the Missouri Sky (Short Stories) - 2002: für das Album Upojenie - 2005: für das Album The Way Up - 2010: für das Album Orchestrion - 2011: für das Album What’s It All About | Platin-Schallplatte - Polen - 2002: für das Album Speaking of Now |

Anmerkung: Auszeichnungen in Ländern aus den Charttabellen bzw. Chartboxen sind in ebendiesen zu finden.
| Land/RegionAuszeichnungen für Musikverkäufe (Land/Region, Auszeichnungen, Verkäufe, Quellen) | Gold       | Platin     | Verkäufe  | Quellen           |
| -------------------------------------------------------------------------------------------- | ---------- | ---------- | --------- | ----------------- |
| Deutschland (BVMI)                                                                           | 5× Gold5   | 5× Platin5 | 2.850.000 | musikindustrie.de |
| Polen (ZPAV)                                                                                 | 6× Gold6   | Platin1    | 40.000    | olis.pl           |
| Vereinigte Staaten (RIAA)                                                                    | 3× Gold3   | —          | 1.500.000 | riaa.com          |
| Insgesamt                                                                                    | 14× Gold14 | 6× Platin6 |           |                   |